# Fabrizio Cicchitto
Fabrizio Cicchitto (Roma, 26 ottobre 1940) è un politico italiano, già capogruppo del Popolo della Libertà alla Camera dei deputati nella XVI legislatura. Ex socialista, dopo varie parentesi in partiti della relativa diaspora, aderisce a Forza Italia e al Popolo della Libertà; nel 2013 aderisce al Nuovo Centrodestra di Angelino Alfano e Renato Schifani prima e ad Alternativa Popolare poi.

## Biografia

### Studi e vita familiare
Già da studente di giurisprudenza a "La Sapienza", Cicchitto si avvicina alle idee socialiste e diviene militante dell'Unione Goliardica Italiana.
Cicchitto è sposato con Emanuela Pavoni.

### Parlamentare del PSI (1976-1994)
In gioventù si avvicina alla CGIL di Fernando Santi, nel 1965 entra in segreteria nazionale della Filtea, di cui nel 1969 è segretario generale aggiunto (a fianco di Sergio Garavini); sempre dal congresso del 1969 è anche membro del direttivo nazionale della CGIL.
Negli anni settanta è direttore de La Conquista, organo della Federazione Giovanile Socialista Italiana, membro del PSI, nella corrente di sinistra dei lombardiani.
Parlamentare del PSI per tre legislature (deputato 1976-1979, 1979-1983 e senatore 1992-1994), ha partecipato ai lavori della Commissione Bilancio della Camera e alla Commissione Industria del Senato.
Ha inoltre contribuito alla definizione della posizione dell'Italia sul sistema monetario europeo, sul trattato di Maastricht e ha partecipato al dibattito sulle privatizzazioni.
Essendo iscritto (fascicolo n. 945, tessera 2232, data di iniziazione 12 dicembre 1980) alla loggia massonica P2,si dimise dalla direzione del PSI, pur rimanendo nell'assemblea nazionale, per lo scandalo esploso il 17 marzo 1981. Rientrò nella direzione del PSI nell'ottobre 1987. Dal 1990 si è schierato con Bettino Craxi, fino alla dissoluzione del partito in seguito alle inchieste di Mani Pulite. Prima delle elezioni del 1994 propose a Marco Pannella con Ottaviano Del Turco di prendere la leadership dell'area laico-socialista. L'operazione non riuscì.
In vista delle elezioni del 1994, il PSI di Ottaviano Del Turco si allea con le altre forze di centro-sinistra nell'Alleanza dei Progressisti guidata da Achille Occhetto, contro il Polo delle Libertà di Silvio Berlusconi. Cicchitto, già commissario del partito in Puglia, è nominato capogruppo socialista al Senato nel gennaio 1994.
Dopo la sconfitta elettorale del 1994, Cicchitto preme per le dimissioni di Ottaviano Del Turco da segretario.

### Dal Partito Socialista Riformista all'ingresso in Forza Italia
A seguito del congresso di scioglimento del PSI, Cicchitto fonda nel 1994 a Roma insieme ad Enrico Manca, il Partito Socialista Riformista (PSR).
Aderisce poi al Partito Socialista di Gianni De Michelis.
Dal 1998 è editorialista de il Giornale e anche, successivamente, membro della direzione dell'Avanti!.
Nel 1999 Cicchitto abbandona i socialisti e aderisce a Forza Italia, assieme a Margherita Boniver, introdotto a Berlusconi da Gianni De Michelis. A luglio dello stesso anno diviene membro del comitato di presidenza di Forza Italia e responsabile del dipartimento nazionale lavoro e relazioni sindacali.

### Deputato di Forza Italia, PdL, NCD e AP

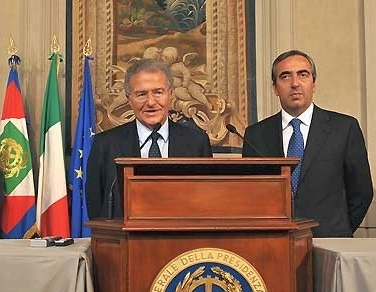
Cicchitto assieme al capogruppo PdL al Senato Maurizio Gasparri alle consultazioni del 2008

Alle elezioni politiche del 2001 Cicchitto è eletto alla Camera dei deputati in quota maggioritaria, per la lista civetta Abolizione scorporo nel collegio di Corsico (MI), facendo così ritorno in Parlamento nel centrodestra dopo la sconfitta del 1994. Si è quindi iscritto al gruppo parlamentare di Forza Italia. Durante la legislatura ha fatto parte della commissione Mitrochin; ha inoltre presentato cinque proposte di legge come primo firmatario, tutte volte alla creazione di commissioni parlamentari d'inchiesta: sull'affare Telekom Serbia, sul dossier Mitrochin, su Tangentopoli, sull'"uso politico della giustizia". Ha inoltre partecipato come co-firmatario dei DDL sull'indulto e sull'indultino (legge 207/2003).
Nel 2003 è nominato vice-coordinatore di Forza Italia, in tandem con Sandro Bondi coordinatore.
Alle elezioni politiche del 2006 è candidato per Forza Italia nella circoscrizione Lazio 1 ed eletto alla Camera. Dal 2001 al 2008 è vice -capogruppo di Forza Italia alla Camera dei deputati.
Alle elezioni politiche del 2008 è nuovamente candidato per il Popolo della Libertà nella circoscrizione Lazio 1 ed eletto alla Camera. È stato membro del Copasir e capogruppo del PdL.

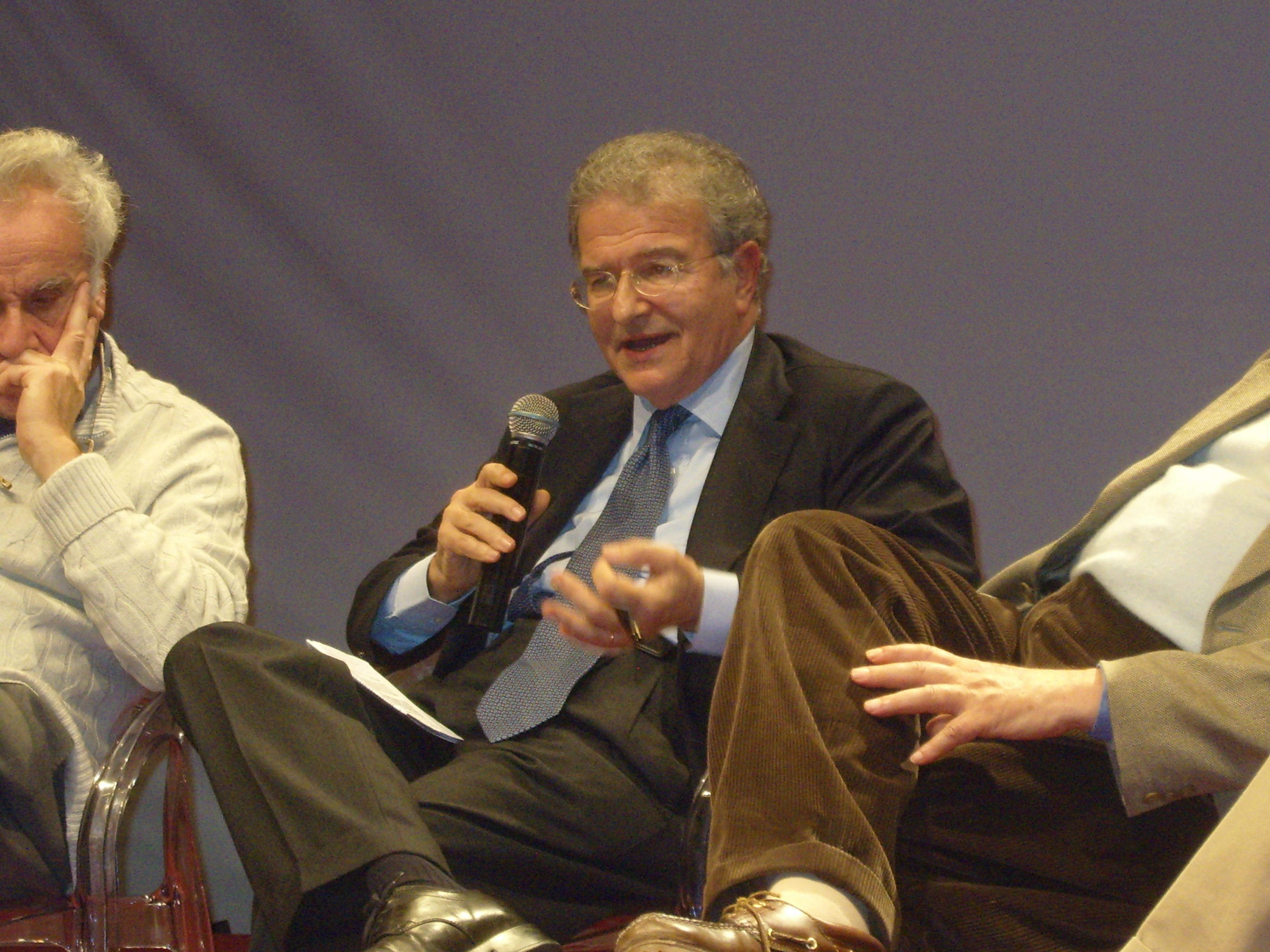
Fabrizio Cicchitto nel 2009

Nel novembre 2009 ha presentato a Roma la fondazione ReL (Riformismo e Libertà) con «l'obiettivo di promuovere una riflessione del filone culturale liberaldemocratico insieme a quello cattolico liberale».
A seguito dell'aggressione a Silvio Berlusconi a Milano nel dicembre 2009, ha accusato in Parlamento come "la mano di chi ha aggredito Berlusconi è stata armata da una spietata campagna di odio", condotta tra gli altri, secondo Cicchitto, da la Repubblica-L'Espresso, il Fatto Quotidiano, Michele Santoro, Marco Travaglio, i pubblici ministeri, la sinistra comunista e l'Italia dei Valori.
Alle elezioni politiche del 2013 è rieletto alla Camera dei deputati nelle liste del Popolo della Libertà nella circoscrizione Lazio 1.
Il 7 maggio 2013 viene eletto presidente della III Commissione (Affari Esteri e Comunitari) della Camera dei deputati.
Il 16 novembre 2013, con la sospensione delle attività del Popolo della Libertà, aderisce al Nuovo Centrodestra guidato da Angelino Alfano. Resta quindi all'interno della maggioranza PD/NCD a sostegno del governo Renzi e del governo Gentiloni.
Il 18 marzo 2017, con lo scioglimento del Nuovo Centrodestra, aderisce ad Alternativa Popolare.
Il 13 dicembre dello stesso anno prende la tessera del Partito Radicale in occasione di una conferenza stampa di solidarietà a Marcello Dell'Utri e ai carcerati gravemente ammalati.
Candidato al Senato nella lista Civica Popolare in occasioni delle elezioni politiche del 2018, non risulta eletto a causa del mancato raggiungimento della soglia di sbarramento del 3%.

### Attività giornalistica
In seguito alla non rielezione, Cicchitto avvia una collaborazione con Libero e Il Riformista, dei quali diventa editorialista. Ha inoltre un blog sull'HuffPost Italia.

## Opere
- Pensiero cattolico ed economia italiana (Roma, 1967)
- Dal centro-sinistra all'alternativa (Roma, 1976)
- La questione socialista: dall'autunno caldo all'alternativa (Venezia, 1976)
- Relazione del compagno Fabrizio Cicchitto alla Conferenza operaia nazionale (Torino, 1977)
- Politiche nuove per l'industria italiana
- Dall'utopia al potere Autore: Fossaert Robert, Editore: La Nuova Italia, introduzione di Fabrizio Cicchitto, traduzione italiana di Riccardo Squadrilli.
- Rapporto pubblico e privato e modernizzazione dell'industria italiana
- Rodolfo Morandi, il partito e la democrazia industriale
- Il governo Craxi
- Storia del centro-sinistra
- Riflessioni sulla fine della prima repubblica e sulla sinistra di governo
- De Gasperi e Togliatti, due protagonisti
- La DC dopo il primo ventennio
- Le scelte dei democratici
- Come tradire l'Idea socialista per quattro denari
- Il PSI e la lotta politica in Italia dal 1976 al 1994 (Milano, 1995)
- Il paradosso socialista: Da Turati a Craxi a Berlusconi (Roma, 2003)
- L'uso politico della giustizia (Milano, 2006)
- La linea rossa (Milano, 2012)
- Storia di Forza Italia 1994 - 2018 (Rubbettino, 2019)